# 佩鲁斯 (上索恩省)
佩鲁斯（法語：Perrouse，法語發音：[pɛʁuz]）是法国上索恩省的一个市镇，属于沃苏勒区。

## 地理
佩鲁斯（47°21'42"N, 6°3'4"E）面积4.39 平方千米，位于法国勃艮第-弗朗什-孔泰大區上索恩省，该省份为法国东部内陆省份，北起顺时针与孚日省、贝尔福地区省、杜省、汝拉省、科多尔省和上马恩省接壤。
与佩鲁斯接壤的市镇（或旧市镇、城区）包括：索朗莱布勒雷、梅雷-维埃耶、比捷、克罗马里、奥尼翁河畔沃赖。

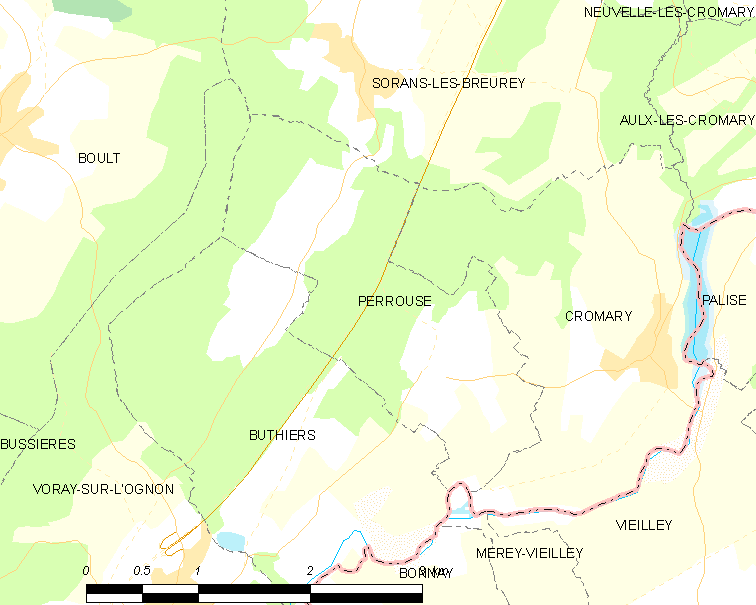
的OSM定位图

佩鲁斯的时区为UTC+01:00、UTC+02:00（夏令时）。

## 行政
佩鲁斯的邮政编码为70190，INSEE市镇编码为70407。

## 政治
佩鲁斯所属的省级选区为里奥县。

## 人口

1962-2008年间人口变化图示

佩鲁斯于2022年1月1日时的人口数量为279人。